# Peugeot 307
De Peugeot 307 is een automodel van Peugeot. De Peugeot 307 is de opvolger van de Peugeot 306. Het succesvolle model werd onthuld in januari 2001 op de Autosalon van Genève, en kwam in datzelfde jaar nog op de markt.
In 2005 kwam Peugeot met een facelift, waarbij gezorgd werd voor meer gelijkenis met het familiegezicht.
De 307 werd Europese auto van het jaar 2002.
Op 14 mei 2007 werd de drie miljoenste Peugeot 307 geproduceerd.
Eind 2007 presenteerde Peugeot de opvolger van de 307, de 308. De 307 werd nog tot 2011 in Argentinië geproduceerd, en tot 2014 in China.
Tot 2012 zijn wereldwijd 3.783.529 exemplaren van de 307 geproduceerd.

## Uitvoeringen
Er zijn verschillende carrosserievarianten: een 3- of 5-deurs hatchback, een Break (stationwagen), een SW (stationwagen met panoramadak) en een CC (Coupé-Cabriolet). Voor China is er ook nog een sedan ontworpen. De Break staat bekend om zijn verschillende combinatiemogelijkheden. Zo hebben de stationwagens van de break uitvoering een aanzienlijk laadvolume. De SW modellen zijn beschikbaar met het genoemde panoramadak; een glazen dak waar het licht doorschijnt. De CC’s zijn een product van de motorsportafdeling van Peugeot.

## Galerij

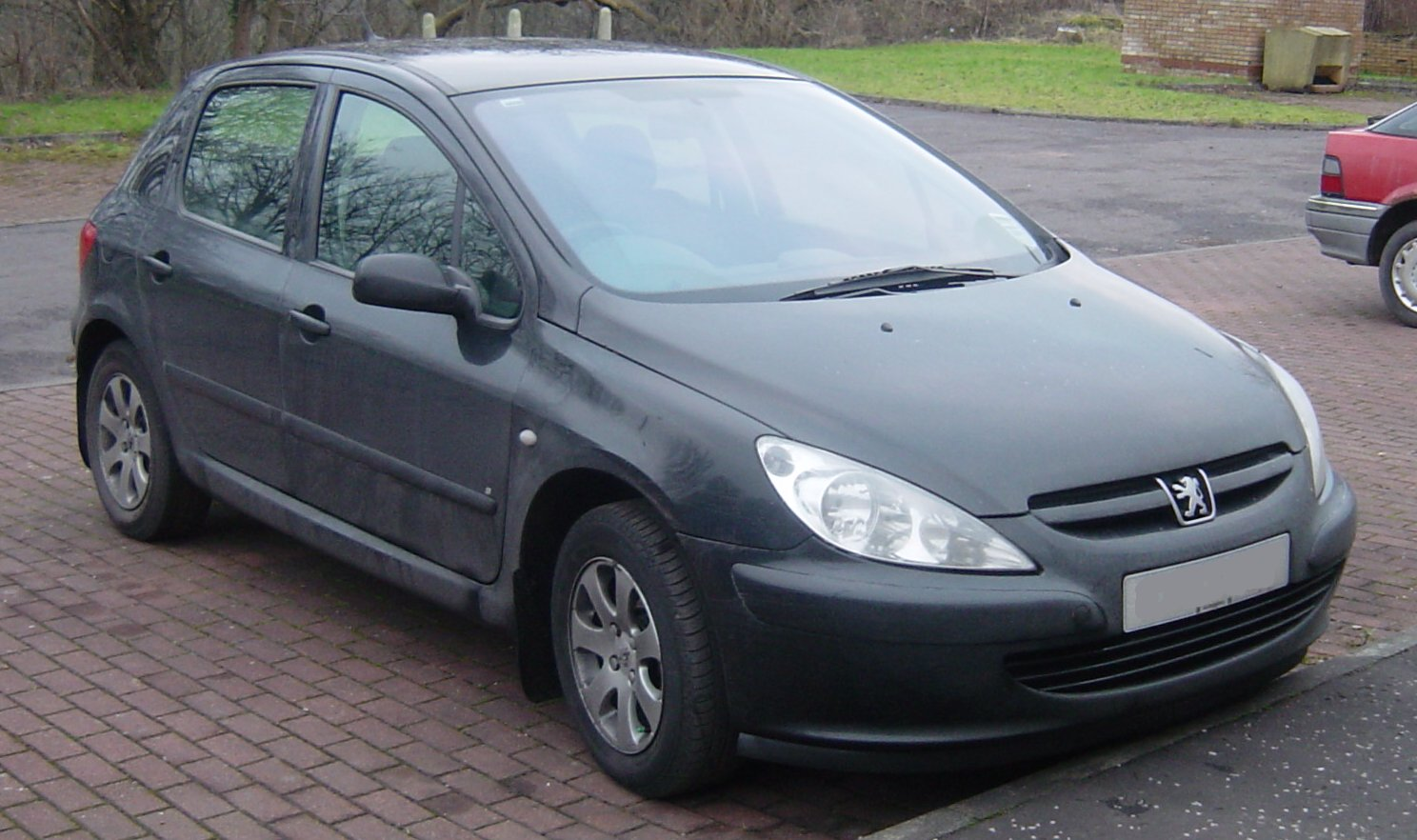
Peugeot 307 hatchback
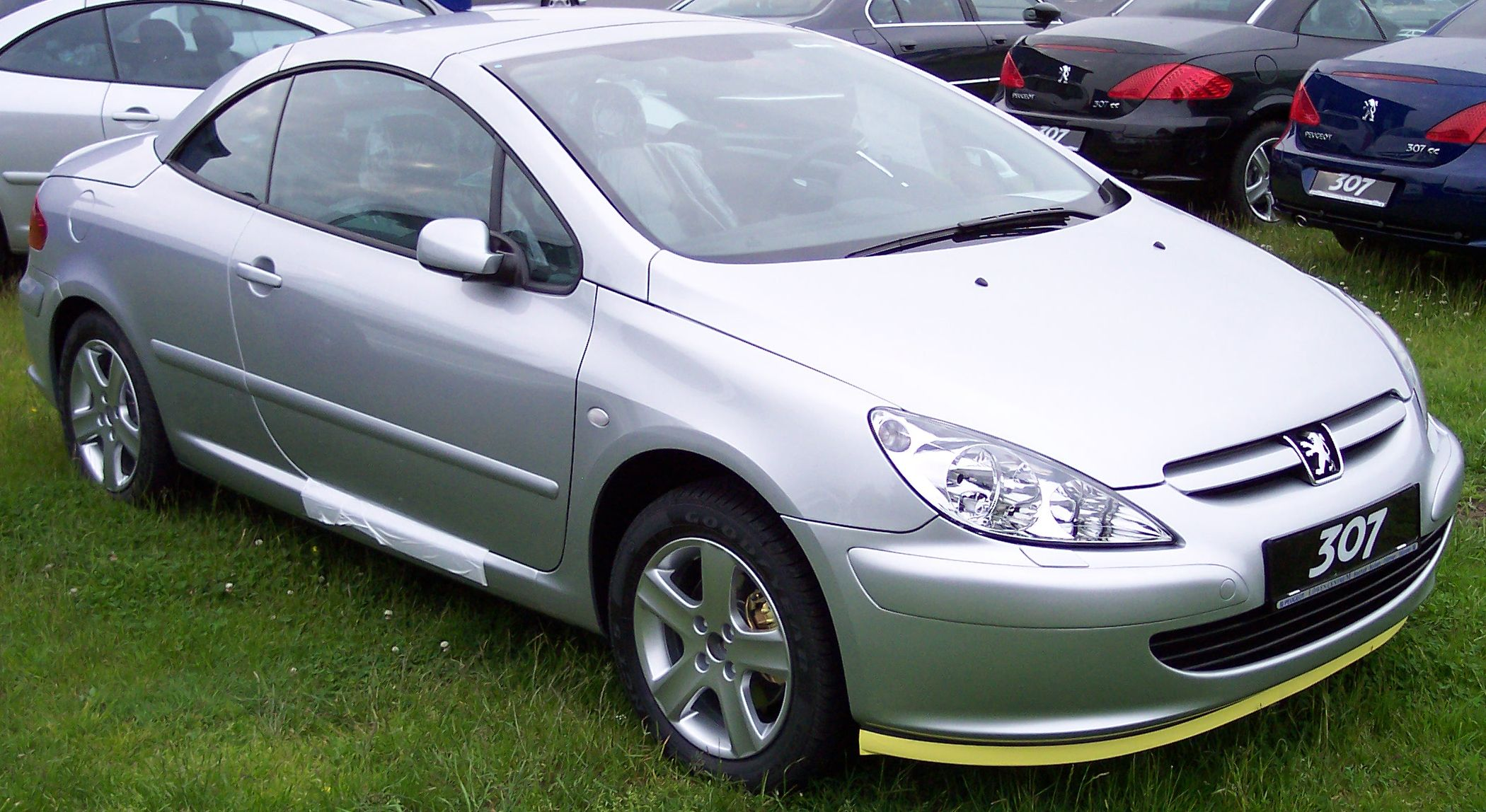
Peugeot 307 CC
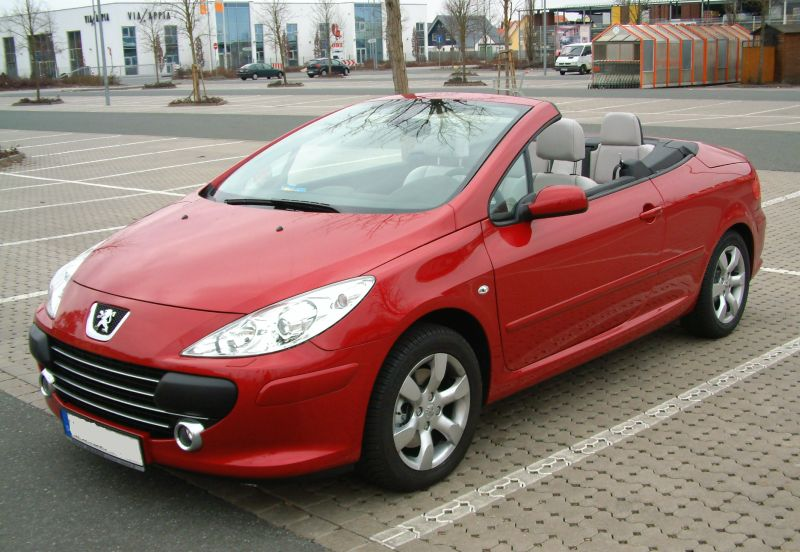
307 CC - nieuw model van na 2005